# Volker Redder
Volker Redder (* 7. Juni 1959 in Bremen) ist ein deutscher Unternehmer und Politiker (FDP). Er errang bei der Bundestagswahl 2021 ein Mandat im Deutschen Bundestag, das er durch das Ausscheiden seiner Partei 2025 wieder verlor.

## Leben
Volker Redder studierte nach dem Abitur (1978) und anschließendem Grundwehrdienst Biologie an der Universität Bremen (Schwerpunkte Neurobiologie und Genetik) mit Abschluss als Diplom-Biologe 1986. Es folgte ab 1987 ein Informatikstudium, das er 1990 ebenfalls mit dem Diplom beendete. Anschließend forschte er an der Bremer Universität u. a. zur Software-Ergonomie und wurde dort 2002 mit einer Arbeit über die Medienergonomische Gestaltung von Online-Informationssystemen des Typs Register zum Dr.-Ing. promoviert.
Redder ist unternehmerisch tätig und gründete seit Mitte der 1990er Jahre eine Reihe von Firmen im IT-, Beratungs- und Eventbereich. Er engagiert sich ehrenamtlich bei den Familienunternehmern und bei Rotary.

## Partei und Politik
Redder gehört der FDP seit 2015 an, seit 2018 dem Bremer Landesvorstand, seit 2020 als dessen stellvertretender Vorsitzender.
Für die Bremische Bürgerschaft war er von 2015 bis 2019 zunächst Deputierter für Wirtschaft, Arbeit und Häfen, dann ab 2019 Deputierter für Wirtschaft und Arbeit sowie für Gesundheit und Verbraucherschutz.
Bei der Bundestagswahl 2021 erhielt er im Wahlkreis Bremen I 7,8 Prozent der Erststimmen und zog über die Landesliste in den Bundestag ein. Redder war ordentliches Mitglied im Innenausschuss, im Finanzausschuss und im Digitalausschuss der 20. Legislaturperiode. Im Digitalausschuss war er Obmann. Seine Berichterstattungen umfassten in den beiden Ausschüssen Inneres und Finanzen alle Digitalthemen (Digitalisierungsverwaltung, Cyber Security, E-Payment, digitaler Euro), im Digitalausschuss war er schwerpunktmäßig für die Bereiche digitaler Staat, digitale Verwaltung, digitale Souveränität und Daten zuständig.
Im Zuge der Neufassung des Infektionsschutzgesetzes bezog Redder wiederholt Stellung und positionierte sich als Gegner etwaig geplanter Maßnahmen. Er forderte „einen vernünftigen, panikfreien Umgang mit dem Corona-Virus“ und sprach sich gegen die vorgesehene Maskenpflicht aus. Am 8. September 2022 gab Redder im Bundestag eine persönliche Erklärung zu Protokoll und stimmte jedoch mit der Koalition für die Maßnahmen.

## Privates
Redder ist verheiratet und hat zwei erwachsene Töchter.